# Edyta Herbuś
Edyta Herbuś (Kielce, 26 febbraio 1981) è una ballerina e attrice polacca.

## Biografia
Ha iniziato a danzare all'età di nove anni, specializzandosi in particolare in danze latino-americane ed in generale in danza moderna.
Ha partecipato per due volte come insegnante all'edizione polacca di Ballando con le stelle (2005 e 2006). Ha vinto, in coppia con Marcin Mroczek, l'edizione 2008 dell'Eurovision Dance Contest.
Parallelamente a quella di ballerina, ha portato avanti anche la carriera di attrice, perlopiù in produzioni televisive. Ha esordito fra 2003 e 2004 con piccoli ruoli in serie televisive (Plebania, Kryminalne), per avere poi parti sempre di maggior rilievo.